# كيفن ماكينلي
كيفن ماكينلي (بالإنجليزية: Kevin McKinlay)‏ هو لاعب كرة قدم بريطاني في مركز ظهير ‏، ولد في 28 فبراير 1986 في إستيرلينغ في المملكة المتحدة. لعب مع نادي آير يونايتد ونادي بارتيك ثيسل ونادي دوندالك ونادي روس كاونتي ونادي ستنهاوسموير ونادي ستيرلينغ ألبيون ونادي غرينوك مورتون.

## وصلات خارجية
- كيفن ماكينلي على موقع قاعدة بيانات كرة القدم.إي يو (الإنجليزية)
- كيفن ماكينلي على موقع Soccerbase.com (لاعب) (الإنجليزية)